# پائولو آندره سیرن بنینی
پائولو آندره سیرن بنینی (به پرتغالی: Paulo André Cren Benini) مدافع اهل برزیل است که در شهر کمپیناس و در تاریخ ۲۰ اوت ۱۹۸۳ به دنیا آمده‌است.
پائولو آندره سیرن بنینی در تیم‌های فوتبال Águas de Lindóia سابقهٔ حضور دارد.